# France-Résurrection
France-Résurrection proche du Mouvement populaire du 13-Mai est une organisation paramilitaire française issus de la droite nationaliste, qui avait pour objectif de lutter contre le mouvement indépendantiste algérien. Elle est créée par André de Brousse de Montpeyroux  officier des SAS, et par le Colonel Rémy. René Villard prend la tête de ce réseau sur le territoire algérien avec Pierre Delhomme. Vers le mois de février 1961, une insurrection pour l'Algérie française, conduit par le capitaine  Jean-René Souètre (Commandos parachutistes de l'air), prend naissance à Bouguirat, dans l'arrière-pays de Mostaganem en Oranie .

## Histoire
France-Résurrection Algérie est composé de responsables et de représentants de différentes ethnies et de différents courants religieux et philosophiques. Les généraux, préparant le putsch d'Alger du 13 mai 1961, refusent jusqu’au bout d’associer la population civile au coup d'état et pour cela écartent les engagements politiques de l'OAS. Le Mouvement France-Résurrection, à la tête de l'organisation du putsch et en contact avec les officiers des Commandos de l'Air, assure les lieux tactiques algérois pour asseoir la prise de pouvoir en Algérie. Après le putsch l'OAS rassemble sous sa bannière les mouvements FNF, UNAF, UNRAF et UT. Seuls les mouvements France-Résurrection, Légion Nationaliste et Jeune Nation restent en marge.
Le 23 février 1961 Jean-René Souètre et André de Brousse de Montpeyroux sont arrêtés à Bouguirat. Le Mouvement France-Résurrection fort d'une vingtaine d'hommes se retire et refuse toute implication dans l'assassinat de soldats français. Seul Jo Rizza rejoindra l'OAS à Alger.